# Goodnight Saigon
Goodnight Saigon è un singolo del cantautore statunitense Billy Joel, pubblicato nel 1983 ed estratto dall'album The Nylon Curtain.

## Tracce
- 7"

1. Goodnight Saigon
2. A Room of Our Own